# بلانتشن
بلانتشن (بالإنجليزية: Plantation, Kentucky)‏ هي مدينة تقع في مقاطعة جيفيرسون بولاية كنتاكي في وسط جنوب شرق الولايات المتحدة. تبلغ مساحة هذه المدينة 0.5 (كم²)، وترتفع عن سطح البحر 193 م، بلغ عدد سكانها 902 نسمة في عام 2000 حسب إحصاء مكتب تعداد الولايات المتحدة وتصل الكثافة السكانية فيها 1726 نسمة/كم2.

## التركيبة السكانية
حدّد مكتب تعداد الولايات المتحدة بيانات التركيبة السكانية لبلانتشن في تعداد الولايات المتحدة. في ما يلي، التركيبة السكانية حسب تعدادي 2000 و2010.

### تعداد عام 2000
بلغ عدد سكان بلانتشن 902 نسمة بحسب تعداد عام 2000، وبلغ عدد الأسر 368 أسرة وعدد العائلات 252 عائلة مقيمة في المدينة. في حين سجلت الكثافة السكانية 1,734.6 نسمة لكل كيلومتر مربع (4,492.6/ميل2). وبلغ عدد الوحدات السكنية 375 وحدة بمتوسط كثافة قدره 721.2 لكل كيلومتر مربع (1,867.9/ميل2).
وتوزع التركيب العرقي للمدينة بنسبة 89.14% من البيض و7.87% من الأمريكيين الأفارقة و0.33% من الأمريكيين الأصليين و1% من الأمريكيين ذوي الأصول الآسيوية و0.55% من الأعراق الأخرى و1.11% من عرقين مختلطين أو أكثر و1.22% من الهسبانيون أو اللاتينيون من أي عرق.
بلغ عدد الأسر 368 أسرة كانت نسبة 38% منها لديها أطفال تحت سن الثامنة عشر تعيش معهم، وبلغت نسبة الأزواج القاطنين مع بعضهم البعض 50.5% من أصل المجموع الكلي للأسر، ونسبة 14.7% من الأسر كان لديها معيلات من الإناث دون وجود شريك،  بينما كانت نسبة 3.3% من الأسر لديها معيلون من الذكور دون وجود شريكة وكانت نسبة 31.5% من غير العائلات. تألفت نسبة 26.9% من أصل جميع الأسر من عدة أفراد يعيشون في نفس المنزل ونسبة 9% كانت تتألف من شخص يعيش بمفرده يبلغ من العمر 65 عاماً أو أكثر. وبلغ متوسط حجم الأسرة المعيشية 2.45، أما متوسط حجم العائلات فبلغ 3.02.
بلغ العمر الوسطي للسكان 36.0 عاماً. وكانت نسبة 27.6% من القاطنين تحت سن الثامنة عشر، وكانت نسبة 7.5% بين الثامنة عشر والرابعة والعشرين عاماً، ونسبة 32.9% كانت واقعةً في الفئة العمرية ما بين الخامسة والعشرين والرابعة والأربعين عاماً، ونسبة 22.4% كانت ما بين الخامسة والأربعين والرابعة والستين، ونسبة 9.5% كانت ضمن فئة الخامسة والستين عاماً فما فوق. يوجد لكل 100 أنثى 90.7 ذكر، ويوجد لكل 100 أنثى في الثامنة عشر من عمرها فما فوق 85.5 ذكر.
بلغ متوسط دخل الأسرة في المدينة 51,731 دولارًا، أما متوسط دخل العائلة فبلغ 61,176 دولارًا. وكان متوسط دخل الذكور 37,167 دولارًا مقابل 28,375 دولارًا للإناث. وسجل دخل الفرد الخاص بالمدينة 23,675 دولارًا. وكانت نسبة 2.8% من العائلات ونسبة 3.7% من السكان تحت خط الفقر، وكان من هؤلاء نسبة 4.8% تحت سن الثامنة عشر ونسبة 0% في الخامسة والستين من العمر وما فوق.

### تعداد عام 2010
بلغ عدد سكان بلانتشن 832 نسمة بحسب تعداد عام 2010، وبلغ عدد الأسر 347 أسرة وعدد العائلات 223 عائلة مقيمة في المدينة. في حين سجلت الكثافة السكانية 1,600 نسمة لكل كيلومتر مربع (4,144.0/ميل2). وبلغ عدد الوحدات السكنية 366 وحدة بمتوسط كثافة قدره 703.8 لكل كيلومتر مربع (1,822.8/ميل2).
وتوزع التركيب العرقي للمدينة بنسبة 75.84% من البيض و12.98% من الأمريكيين الأفارقة و0.60% من الأمريكيين الأصليين و1.20% من الأمريكيين ذوي الأصول الآسيوية و0.12% من سكان جزر المحيط الهادئ و5.17% من الأعراق الأخرى و4.09% من عرقين مختلطين أو أكثر و8.89% من الهسبانيون أو اللاتينيون من أي عرق.
بلغ عدد الأسر 347 أسرة كانت نسبة 33.1% منها لديها أطفال تحت سن الثامنة عشر تعيش معهم، وبلغت نسبة الأزواج القاطنين مع بعضهم البعض 43.8% من أصل المجموع الكلي للأسر، ونسبة 15% من الأسر كان لديها معيلات من الإناث دون وجود شريك،  بينما كانت نسبة 5.5% من الأسر لديها معيلون من الذكور دون وجود شريكة وكانت نسبة 35.7% من غير العائلات. تألفت نسبة 28.2% من أصل جميع الأسر من عدة أفراد يعيشون في نفس المنزل ونسبة 10.4% كانت تتألف من شخص يعيش بمفرده يبلغ من العمر 65 عاماً أو أكثر. وبلغ متوسط حجم الأسرة المعيشية 2.40، أما متوسط حجم العائلات فبلغ 2.94.
بلغ العمر الوسطي للسكان 36.3 عاماً. وكانت نسبة 24.6% من القاطنين تحت سن الثامنة عشر، وكانت نسبة 9.5% بين الثامنة عشر والرابعة والعشرين عاماً، ونسبة 30.4% كانت واقعةً في الفئة العمرية ما بين الخامسة والعشرين والرابعة والأربعين عاماً، ونسبة 23.9% كانت ما بين الخامسة والأربعين والرابعة والستين، ونسبة 11.5% كانت ضمن فئة الخامسة والستين عاماً فما فوق. وتوزع التركيب الجنسي للسكان بنسبة 46.8% ذكور و53.2% إناث.

## وصلات خارجية
- www.plantationky.com
- The US50 - Cities and Towns in Kentucky State